# Golden Kids
Golden Kids bylo české pěvecké trio, působící v letech 1968–1970 a poté ještě v 90. letech ve složení Marta Kubišová, Václav Neckář a Helena Vondráčková. Vystupovali nejen na české a slovenské scéně, ale také po celé Evropě. Na koncertech a nahrávkách je doprovázela kapela pod názvem Orchestr Golden Kids. Ta byla složená ze základní doprovodné skupiny, doplňované dalšími muzikanty z velkého orchestru TOČR. Ještě v 90. letech se konalo několik koncertů Golden Kids a další se chystaly v roce 2008. K nim ale už nedošlo a trio tak definitivně zaniklo v roce 2007.

## Historie
Kubišová, Vondráčková a Neckář se spolu sešli poprvé v roce 1965 v angažmá hudebního divadla Rokoko. Kromě společného vystupování v Rokoku budovali všichni tři své sólové kariéry, ale často účinkovali i společně, a to jak na jevišti, tak i v televizi nebo na gramofonových deskách. K rozhodnutí odejít z Rokoka přispěly úspěšné roky 1967–1968. Marta Kubišová byla Zlatou slavicí a Helena Vondráčková v té době již nejprodávanější československou zpěvačkou. Měli za sebou několik úspěšných vystoupení v zahraničí a stálé angažmá v malém divadle jim přestalo vyhovovat, mimo jiné i proto, že v Rokoku tehdy docházelo ke sporům v hereckém souboru.
V říjnu 1968 ukončili angažmá v divadle Rokoko a 1. listopadu 1968 vznikla skupina Golden Kids. Iniciátorem byl hudební skladatel a producent Bohuslav Ondráček, který poté jako manažer vedl všechny aktivity souboru. Ondráček byl také autorem vystihujícího motta: Helena má v hlase slunce, Vašek má v hlase smích, Marta má v hlase slzy. Samotný název Golden Kids vymyslel textař Zdeněk Rytíř, který byl v té době životním partnerem Heleny Vondráčkové. Hned v listopadu 1968 pořídili Golden Kids první nahrávky na gramofonové desky a 25. listopadu 1968 vystoupili na společném koncertě v pražské Lucerně. Premiéra jevištního představení Micro-Magic-Circus se konala 3. března 1969 v divadle Karlín a na ni navazovalo vydání prvního společného alba (Micro-Magic-Circus, 1969), které kromě komerčního úspěchu zaznamenalo i kladný ohlas odborné kritiky. Domácí repertoár dodal především Bohuslav Ondráček, příležitostně i další skladatelé (Petr Hapka, Jindřich Brabec, Zdeněk Marat), prakticky výhradním autorem textů byl Zdeněk Rytíř. Zpěváci převzali také řadu skladeb ze zahraničí a kromě dvou LP desek vydali i mnoho singlů. S programem Micro-Magic-Circus vystupovali po celém Československu, kromě toho byli znovu zváni i do zahraničí (festival MIDEM v Cannes, pařížská Olympia). V Hamburku natočili osm singlů v němčině pro vydavatelství Polydor.
Sama Marta Kubišová, která byla tehdy nejpopulárnější zpěvačkou, pokračovala i v sólové kariéře, v létě 1969 vydala album Songy a balady a se svým manželem režisérem Janem Němcem natočila hudební film Proudy lásku odnesou (1969). Po změně politických poměrů během roku 1969 a nástupu normalizace však postupně začaly být utlumovány aktivity Marty Kubišové, která byla symbolem Pražského jara, přestal ji hrát rozhlas i televize
Derniéra programu Micro-Magic-Circus se konala v listopadu 1969 v Sokolově a již 6. ledna 1970 představila skupina nový projekt Music Box No. 2 v pražské Lucerně. V koprodukci Československé televize a tehdejší západoněmecké stanice Südwestfunk ještě natočili hudební film Revue pro následníka trůnu a poslední koncert odehráli v ostravské hale Tatran 27. ledna 1970. V únoru 1970 byla prakticky ze dne na den zakázána činnost Martě Kubišové a byly zrušeny plánované koncerty na mistrovství světa v lyžování ve Vysokých Tatrách. Helena Vondráčková a Václav Neckář pokračovali v sólových kariérách. Na prvním samostatném albu Heleny Vondráčkové Ostrov Heleny Vondráčkové (1970) doprovázela zpěvačku ještě kapela pod názvem Orchestr Golden Kids a v doprovodných vokálech je slyšet Marta Kubišová, která již přitom nesměla vystupovat.

## Comeback
Sametová revoluce umožnila návrat Marty Kubišové k umělecké kariéře, která po improvizovaných vystoupeních na demonstracích začala hned v listopadu a prosinci 1989 účinkovat jako host i na různých koncertech. Všichni tři se spolu znovu sešli na jevišti na koncertě Václava Neckáře 27. prosince 1989. V porevolučních letech byla nejvíce vytížená Marta Kubišová, a to nejenom zpěvem, z iniciativy Heleny Vondráčkové se postupně zrodil záměr obnovit Golden Kids. Předcházelo tomu vydání alba 22 největších hitů (CD Golden Kids, 1993). Po ročních přípravách spolu vystoupili 3. listopadu 1994 ve vyprodané Lucerně na koncertě Golden Kids Comeback. Záznam koncertu byl natáčen Českou televizí a v prosinci 1994 vyšla live nahrávka i na CD (Golden Kids Comeback, 1994). Další koncerty se chystaly v roce 2008. K nim ale už nedošlo. Agentura MM Praha zastupující Helenu Vondráčkovou (jejím jednatelem byl Martin Michal, manžel Vondráčkové), začala vést dlouhé soudní žaloby proti Martě Kubišové, a to kvůli údajně ušlému zisku za toto předběžně ústně domluvené, ale neuskutečněné turné. Spor dospěl až k Ústavnímu soudu, který v roce 2015 potvrdil rozhodnutí soudů nižších stupňů. Soudy rozhodly ve prospěch Marty Kubišové tím, že k právoplatnému uzavření písemné ani ústní smlouvy nikdy nedošlo. A tak poslední společné vystoupení skupiny proběhlo 30. července 2007 na Letní scéně Divadla Ungelt v Praze. V roce 2023 se na pódiu Českého slavíka postupně vystřídalo celé uskupení bývalé skupiny Golden Kids.

## Doprovodná skupina
Členové doprovodné skupiny:
- Ota Petřina – kytara
- Miloš Svoboda – druhá kytara, zpěv
- Zdeněk Rytíř – baskytara
- Petr Formánek – klavír
- Petr Hejduk – bubny

## Nejznámější hity (výběr)
- Přítel Quinn (originál Bob Dylan: Quinn the Eskimo (Mighty Quinn))
- Nestůj a pojď (u nás máme mejdan)
- Micro-magic-circus
- Oh, Baby, Baby
- Massachusetts (originál Bee Gees)
- Bungalow Bill (originál The Beatles: The Continuing Story of Bungalow Bill)
- Časy se mění (originál Bob Dylan: The Times They Are a-Changin')
- Goo-Goo-Barabajagal
- Hej, pane zajíci!
- Šlechtici
- Horoskop
- Šel sen kolem nás
- Jarmark ve Scarborough
- Proč mě nikdo nemá rád
- Atlantis
- Nautilus

## Diskografie
- Micro-Magic-Circus (LP Supraphon 1969, reedice – CD Bonton 1997[15])
- Golden Kids 1 (LP Supraphon 1970, reedice – CD Bonton 1997)
- Golden Kids – Marta Kubišová, Václav Neckář, Helena Vondráčková (CD Supraphon 1993)
- Golden Kids – Comeback (CD Supraphon 1994)
- Golden Kids – 24 Golden Hits (CD Supraphon 2008[16])
- Golden Kids - Micro-Magic-Circus/Golden Kids 1 (LP a CD Supraphon 2025)[17]